# Liga Zbrojnej Neutralności (1800–1801)
Liga Zbrojnej Neutralności – obowiązujące między grudniem 1800 a kwietniem 1801 roku porozumienie między Rosją, Prusami, Szwecją oraz Królestwem Danii i Norwegii. Liga powstała z inicjatywy cara Pawła I, jako próba reaktywacji porozumienia o tej samej nazwie, obowiązującego w latach 1780-1783 w czasie wojny francusko-angielskiej. Celem paktu była obrona morskich interesów państw-sygnatariuszy w czasie wojny II koalicji z Francją. Praktycznym efektem powstania Ligi było wprowadzenie przez należące do niej państwa embarga na handel z Wielką Brytanią.
Rząd brytyjski uznał porozumienie za zagrożenie dla gospodarki Zjednoczonego Królestwa i przedsięwziął kroki w celu rozbicia Ligi. W 1801 r. Brytyjczycy zaatakowali Danię, zniszczyli część jej floty i ostrzelali Kopenhagę, co skłoniło Duńczyków do opuszczenia Ligi. W tym samym czasie car Paweł został zamordowany, a Rosja pod kierownictwem jego syna Aleksandra I zmieniła kierunek w polityce zagranicznej na probrytyjski. Te dwa wydarzenia oznaczały rozpad Ligi Zbrojnej Neutralności.